# Bécassine à queue pointue
Gallinago stenura
Espèce
Statut de conservation UICN

 LC  : Préoccupation mineure

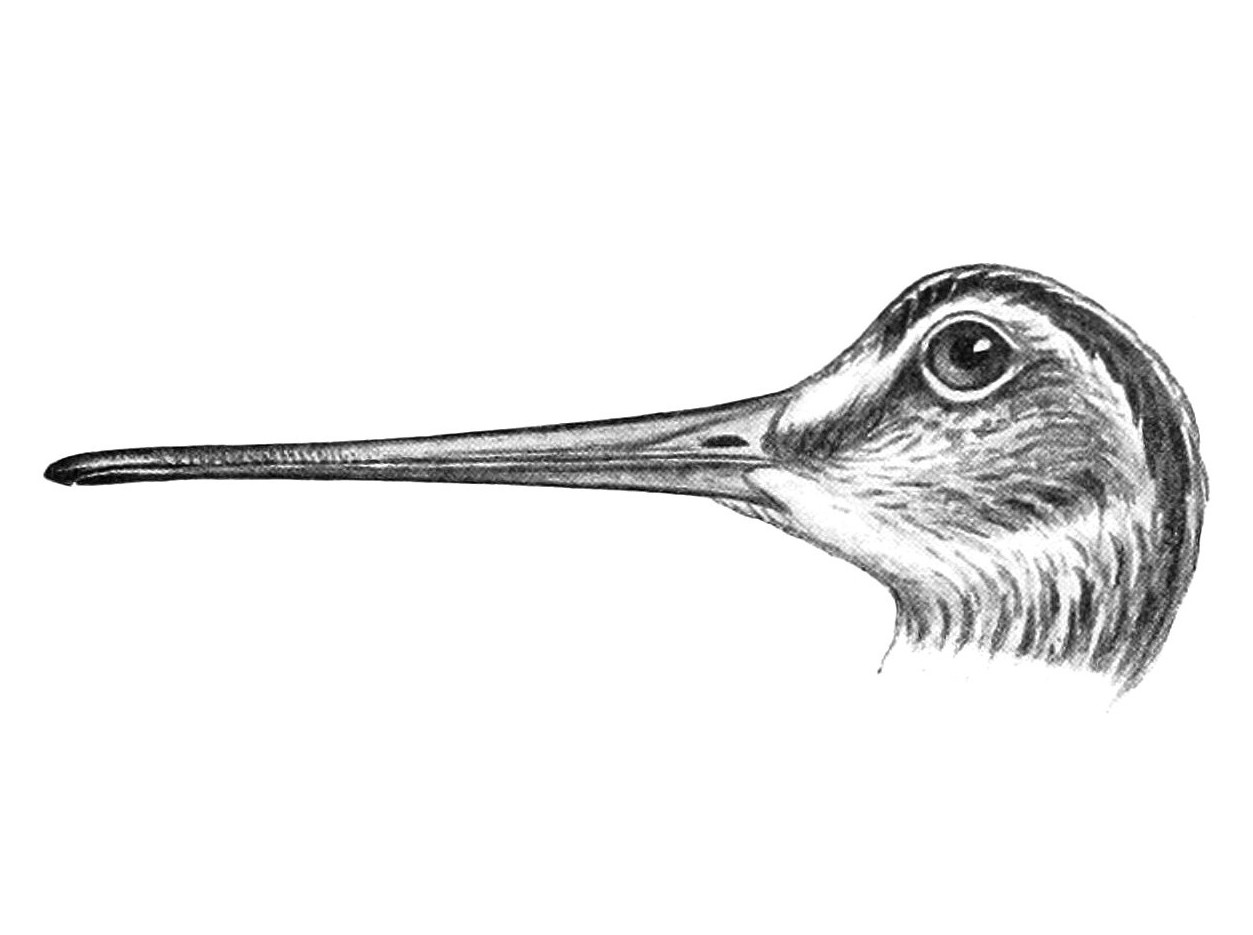

La Bécassine à queue pointue (Gallinago stenura) est une espèce d'oiseaux de la famille des Scolopacidae.
Cet oiseau peuple la Sibérie ; il hiverne à travers l'écozone indomalaise.